# Gargoyles – Monster aus Stein
Gargoyles – Monster aus Stein (Originaltitel: Reign of the Gargoyles) ist ein US-amerikanischer Horrorfilm von Ayton Davis, der 2007 veröffentlicht wurde. Ein deutscher Alternativtitel lautet Vorthon, König der Gargoyles.

## Handlung
Zur Zeit des Zweiten Weltkriegs an der deutsch-belgischen Grenze: Im unterirdischen Gewölbe einer Burg erwecken Nazi-Offiziere eine Steinskulptur zum Leben, indem sie rituelle Handlungen daran vollführen. Danach verlassen mehrere geflügelte Monster – Gargoyles – das Gemäuer.
Szenenwechsel zu einem US-amerikanischen Luftwaffenstützpunkt auf Jersey: Während eines Tanzabends geht ein vom Einsatz heimkehrendes Flugzeug auf dem Kasernengelände nieder. Der schwerverletzte Pilot, den die herbeieilenden Kameraden aus der notgelandeten Maschine bergen, stammelt etwas von geflügelten Dämonen. Unübliche Beschädigungen an den Wrackteilen veranlassen die Soldaten zu Spekulationen, was den Absturz herbeigeführt haben könnte. In der Kommandozentrale bekommt Major Gustavson, kurz Gus, einige Stunden später den Auftrag, den Einsatz noch einmal zu fliegen und alles Leben auszulöschen, das sich in der Nähe der Burg aufhält, die offensichtlich das Ziel des ersten gescheiterten Geschwaders war. Das wird ein schwieriges Unterfangen, da Gus nicht weiß, mit welchen Mitteln seine Gegner arbeiten.
Mehrere Kampfflugzeuge steigen am nächsten Morgen unter Gus’ Führung auf. Wenige Kilometer vor dem Ziel wird eine Maschine nach der anderen von Flugungeheuern angegriffen und zum Absturz gebracht. Gus und seine Männer retten sich durch einen Fallschirmsprung und schlagen sich zu Fuß durch die Wälder. Als sie sich des Nachts einem Dorf nähern, werden sie erneut von einer der Kreaturen angegriffen. Da sie keinerlei Schusswaffen besitzen, kommt ihnen ein Dorfbewohner zu Hilfe und verscheucht den Angreifer durch Gewehrschüsse. In der Kirche des Dorfes finden sie Schutz, wo sich bereits die Dorfbewohner vor den Ungetümen verschanzt haben. Eine junge Frau (Sophie) klärt die Neuankömmlinge auf. Es handelt sich um Gargoyles, deren Alphatier Vorthon genannt wird, und mehrere kleinere Gargoyles, die im Gegensatz zu Vorthon durch Munitionsbeschuss verwundbar und durchaus besiegbar sind. Vor vielen Jahrhunderten fanden die Bewohner beim Bau des Chateau Ardonne außergewöhnliche Steine tief unter der Erde. Aus einem dieser Steine meißelten sie eine Skulptur, die ihren höchsten heidnischen Gott Vorthon darstellt. Bei einem Blutopferritual erwachte die Statue zum Leben. Fortan treibt der Gargoyle sein Unwesen. Vorthon baute seine Macht noch aus, indem er eine Armee aus Gargoyles aus dem Nichts erschuf. Das Ganze geriet aus dem Ruder, denn Vorthon vernichtete erst seine Erschaffer und begann danach sogar die Stadtbewohner zu dezimieren. Aber dann fanden die Bewohner den „Speer der Bestimmung“, die einzige Waffe, mit der man Vorthon ausschalten kann. Einem katholischen Ritter gelang es, Vorthon damit zu töten. Vorthon wurde samt seiner Gefolgschaft wieder zu Stein – der Bann war gebrochen. Als der Ritter Jahre später starb, wurde der Speer seinem Grab beigelegt.
Mit einem Militärtransporter, den die Nazis zurückließen, machen sie sich auf den Weg zum Friedhof, um den mystischen Speer zu holen. Sophie kennt den Weg und begleitet sie. Hierbei werden sie zwar mehrfach von Deutschen angegriffen, verlieren auch drei ihrer Männer, können aber dennoch den Speer finden und damit zurück zum Chateau Ardonne gelangen. In der Burg herrscht Totenstille. Die Gargoyles haben sich auch diesmal gegen ihre Auftraggeber gewandt und ein Blutbad unter ihnen angerichtet – wie schon vor Jahrhunderten. Zwei der Soldaten, Deacon und Will McAllister, begeben sich mit einem von den Deutschen zurückgelassenen Flugzeug in die Lüfte, um dort Jagd auf Vorthon zu machen – den „Speer der Bestimmung“ immer bei sich. Als eine Gargoyleschar sie erneut angreift, fasst McAllister den wagemutigen Entschluss, Vorthon mit der Flugzeugspitze zu rammen. Die Frontscheibe geht dabei zu Bruch und McAllister, der in der Vergangenheit durch zu forsches Auftreten negativ auffiel, führt die Mission erfolgreich zu Ende, indem er dem halb im Cockpit steckenden Vorthon den Speer in den Leib stößt. Alle Gargoyles werden daraufhin zu Stein und fallen zur Erde.

## Hintergrund

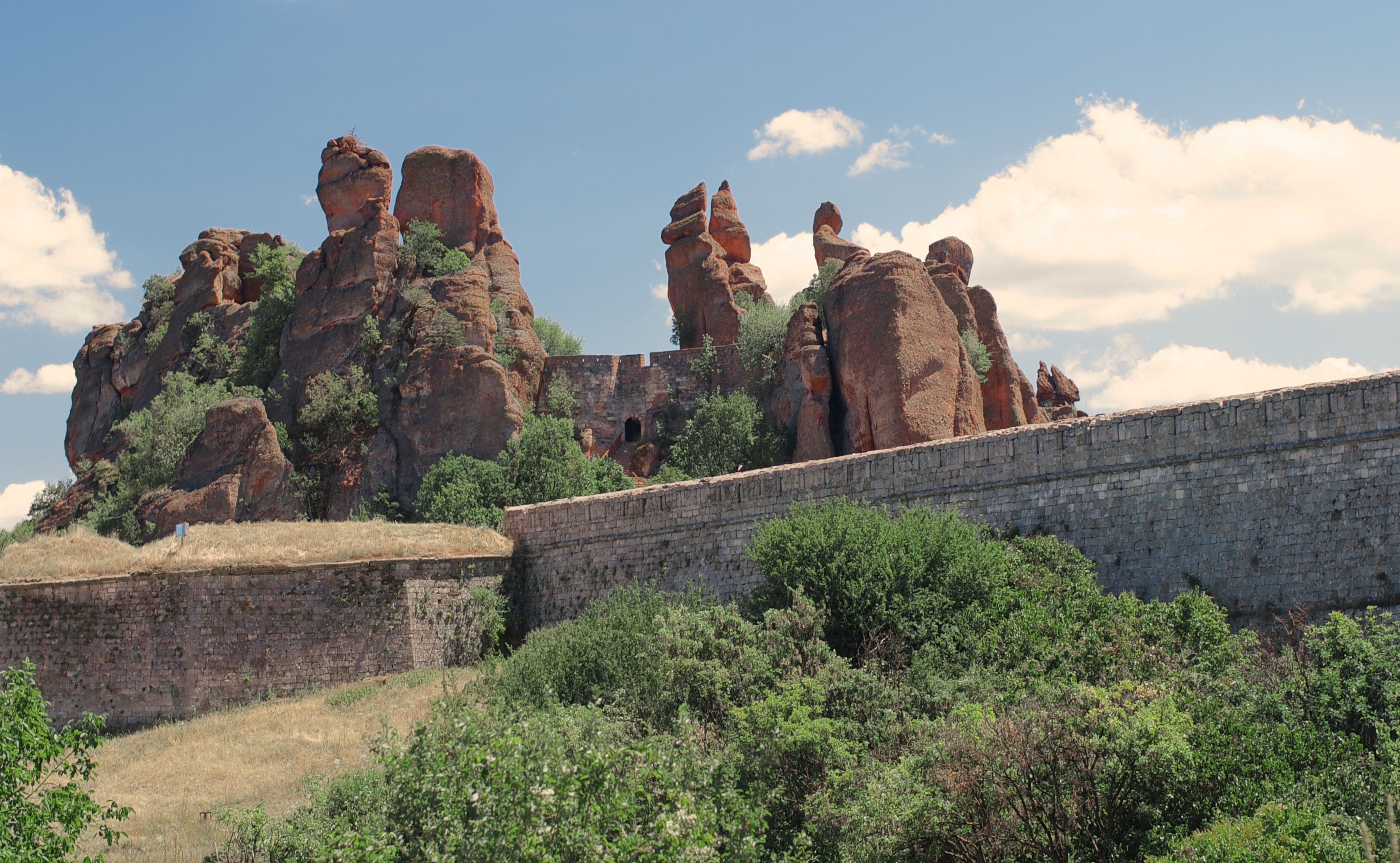
Die Silhouette der Felsen, in die die Festung Kaleto tw. integriert ist, ist zu Filmbeginn zu sehen.

Der Film wurde laut IMDb in Bulgarien gedreht. Als Chateau Ardonne diente die Festung Kaleto nahe Belogradtschik. Für die Rückblenden wurden größtenteils Szenen aus dem Film Dragon Storm von Stephen Furst verwendet.
McAllisters Ausruf „Wir fliegen die Heinkel“ bezieht sich auf einen unbestimmten Flugzeugtyp der Ernst Heinkel Flugzeugwerke A.G., deren Bomber und Jagdflugzeuge tatsächlich im Zweiten Weltkrieg eingesetzt wurden.

## Kritiken
„Die durchgeknallte Idee wird durch lausige CGI-Effekte nicht besser, aber einige Luftkämpfe sind recht putzig! [Fazit:] So schlecht, dass es schon wieder amüsiert.“

Das Lexikon des internationalen Films urteilte negativ und sprach von „zweitklassigen Spezialeffekten und ebensolchen Darstellern“.